# 犯罪嫌疑人
犯罪嫌疑人（英語：suspect或crime suspect），又稱嫌疑犯、嫌犯、疑犯，是指对因涉嫌犯罪而受到刑事追诉的人，在检察机关正式向法院对其提起公诉以前的称谓。犯罪嫌疑人和罪犯不同，依无罪推定的原則，除非經審判證明有罪確定，不然犯罪嫌疑人是無罪的。